# Bernardo de Toro y Moya
Bernardo de Toro y Moya (Laujar de Andarax, siglo XIX-Almería, 1883) fue un político, abogado y profesor español .

## Biografía
Nació en la villa almeriense de Laujar. Estudió filosofía en el Seminario de Almería y jurisprudencia en la Universidad de Granada. En 1846 publicó unos elementos de lógica y en 1848, en unión con otro catedrático, la obra titulada Nociones de derecho penal español. En política ingresó en las filas de la Unión Liberal. Obtuvo escaño de diputado por Berja en las elecciones de 1864, en las 1865 y 1869 por Almería, en las de 1871, abril de 1872 y 1876 por Canjáyar, y en las de 1879 y 1881 de nuevo por Almería. Falleció el 21 de marzo de 1883 en Almería.